# Saint-Nicolas-des-Motets
Saint-Nicolas-des-Motets é uma comuna francesa na região administrativa do Centro, no departamento Indre-et-Loire. Estende-se por uma área de 12,6 km². Em 2010 a comuna tinha 262 habitantes (densidade: 20,8 hab./km²).